# Psi (parapsicologia)
Psi é um termo da Parapsicologia derivado da vigésima terceira letra do alfabeto grego ψ (psi) com referência à palavra grega ψυχή (psyche) significando "mente" ou "alma".
A Parapsychology Association divide o termo em duas categorias principais:
- Psi-gamma, com referência à cognição paranormal (percepção extrassensorial)
- Psi-kappa, com referência à ação física paranormal (psicocinese)

Segundo a Parapsychology Association, embora o termo psi seja dividido em categorias, seu objetivo semântico é sugerir que os fenômenos abrangidos por ele podem simplesmente ser diferentes aspectos de um único processo, ao invés de processos distintos e essencialmente diferentes; e em sentido estrito o termo psi também se aplica a sobrevivência após a morte.
O termo foi criado pelo biólogo Bertold P. Wiesner e utilizado pela primeira vez pelo psicólogo Robert Thouless em um artigo publicado no ano de 1942 no British Journal of Psychology.